# 蜥杜父鱼属
蜥杜父鱼属（学名：Ocynectes）为杜父鱼科的一个属。

## 下属物种
本属包括以下物种：
- 暗紋蜥杜父魚 Ocynectes maschalis Jordan & Starks, 1904
- 光滑蜥杜父魚 Ocynectes modestus Snyder, 1911